# 乔治·索罗斯
喬治·索羅斯（英語：George Soros，1930年8月12日—），本名是施瓦茨·捷爾吉（匈牙利語：Schwartz György），曾用译名绍罗什·捷爾吉，是匈牙利出生的美籍猶太人商人、貨幣投機家、股票投資者，進步主義政治及社會運動家和哲學家。他是索羅斯基金管理公司和開放社會研究所主席，也是美國眾議院外交事務委員會董事會前成员。在2021年美國400富豪榜，他以86億美元的資產，排名第92名。

## 早期生活
索羅斯1930年出生于匈牙利的首都布達佩斯，一直到1946年都在匈牙利生活。父亲蒂瓦達·索羅斯是世界語作家，喬治·索羅斯從小學習世界語當作母語之一。
二次大戰期间，索羅斯在匈牙利的黑市交易货币。14歲時，德國在戰争的最後時期取得了匈牙利的軍事控制權。索羅斯的祖父是纳粹统治下的匈牙利官员，他在女婿提瓦達·索羅斯的帮助下，負責聚斂猶太人財富的工作。喬治·索羅斯的家庭雖然有猶太血統，但因為親友為納粹官員的緣故下而躲過一劫。家人於1947年移民至英國，他在1952年畢業于倫敦政治經濟學院，1956年遷居到美國。他曾自述說，他的目标是在華爾街賺足够多的錢来支持他成為作家和哲學家。

## 政治
索罗斯在英国求学期间，拜师于著名的犹太裔哲学家卡尔·波普尔，后者写出了影响世界的名著《开放社会及其敌人》，批判了包括柏拉图、黑格尔和马克思等在内的对开放体系构成威胁的思想和主张。
索羅斯宣揚其開放社會的政治理念，扶植他國境內反對派抗議勢力來增進許多國家的民主政治。索罗斯支持「後工業時代」理論，主張一個國家要走服務業和金融業為主的經濟，反對大興土木的公共設施、重工業、水壩等興建，認為宏偉且由官方修建的建築是「現代法老金字塔」效應，有助加強集體主義和威權統治。索罗斯2019年在世界經濟論壇上表示，威权政府正在与信息技术等高科技相结合，创造出新的国家监控的模式。这可能连乔治·奥威尔都想象不到。近幾年來，索罗斯每年在政治活動上大約花費四億美元。據美國公共電視網估計他在2003年時公開帳目中就捐了40多億美元。此種作法也招致不少國家政府批評，認為他的慈善基金、扶貧基金都帶有政治目的及干涉別國內政。
索羅斯是美國民主黨的支持者，歷年向民主黨提供大量的政治捐款，支援民主黨的政治人物參與各級選舉。2004年美國總統選舉在美國募集大量資金試圖阻止乔治·沃克·布什再次當選總統。2014年起，索羅斯向名为「为希拉里準備好」（Ready for Hillary）的政治行動委員會籌款基金捐款，支持希拉里·克林頓競選總統。
他在格鲁吉亚的玫瑰革命中扮演的角色而闻名世界，烏克蘭、吉爾吉斯相關社會運動都看見索羅斯身影。
在亞洲政治方面，他明顯反對中國的治理方式。1992年的《全球策略信息》（Executive Intelligence Review）雜誌就揭露中國趙紫陽的垮臺與其勾連索羅斯有關，自由亚洲电台亦披露索罗斯的开放社会基金会在1980年代就进入中国，在前中共中央总书记赵紫阳的支持下，设立了旨在促进中西方思想交流的基金会，后被迫停办。亞洲金融危機後1998年中共中央刊物參考消息論證所謂「後工業時代」理論是一種陰謀，是要眾多新興國家放棄製造業和重工業，靠容易被外部操控的軟性產業維生，永遠淪為歐美的經濟殖民地和意識形態殖民地。尤其在亞洲金融危機和2008年金融海嘯後索羅斯對中國事務轉趨低調較少發言。
但索罗斯在2019年世界經濟論壇上批评中国「在所有威权国家中，中国是财力最雄厚、最强大的，在人工智能等高科技方面也最先进，这使得习近平成为开放社会最危险的对手。」索罗斯强调，如果威权国家都如此发展下去，会成为极权主义国家。他还警告说，中国正试图在网络经济上掌握话语权，并通过其技术和策略在发展中国家中占统治地位。同时还指出「不能让中兴、华为等企业轻易逃脱，而应该严厉打击。因为这些企业如果统治了未来的5G网络，将给世界带来不可接受的风险。」
对索罗斯的批判，中国外交部发言人华春莹2019年1月25日在例行记者会上说，「个别人发表颠倒黑白与是非的评论，毫无意义，不值一驳。在当今全球化不断深入发展的时代，只有秉持发展的眼光、开放的胸襟、包容的态度，才能为自身发展以及国与国之间关系发展开辟更广阔的空间。」2019年9月，索羅斯在《華爾街日報》發表專欄評論，支持美國總統川普對中國發動貿易戰以及對華為封殺。

## 商業
索羅斯是索羅斯基金會的創辦者，在1970年時，他和吉姆·羅傑斯共同創立了量子基金。在接下來十年間，量子基金回報率每年大約142.6%，共回收了33.65倍的利益，也創造了索羅斯大部份的財富。
1988年，乔治·索罗斯聘请斯坦利·弗里曼·德鲁肯米勒接替量子基金的维克托·尼德霍夫。
在1992年9月16日的黑色星期三，索羅斯更以放空100億以上的英鎊而聲名大噪，並利用英格蘭銀行頑固堅守英鎊匯率和可與其他歐洲匯率機制參加國相當的利率水準而獲利。而最終英格蘭銀行仅能被迫退出歐洲外匯機制並讓英鎊貶值，估計索羅斯在此役中獲得了約11億美元的利潤，也因此他被封為“讓英格蘭銀行破產的男人”。
纽约时报節錄索罗斯道：“直到黑色星期三為止，我們的空頭頭寸已經幾乎超過100億美元，我們計劃要賣出更多。事實上，當拉蒙特（當時英國財相）在貶值的前一刻還在說他將要借入將近150億美元來保衛英鎊，我們被逗樂了，因為我們也正想要再賣出那麼多。”在1997年的亞洲金融風暴中，时任马来西亚首相马哈迪·莫哈末指控索羅斯打壓馬幣，之後他稱索羅斯為蠢蛋。泰國則稱其為「吸取人民鮮血的經濟戰犯」。2011年进入中国大陆等地房地产產業，引发部分金融人士的擔憂以及民眾的恐慌。
在過去多年時間，衡量投資組合風險的方法有了長足的進步。索羅斯沒有採用那些科學的量化測量法。索羅斯不相信那些方法。他表示：那些算法大概都是建立在效率市場理論成立的假設之上，但是效率市場理論與其提出之不完美理解與反身性理論相衝突。他認為那些量化測量方法有九成九的時候是對的，但有百分之一的時間會失效。他比較在意那百分之一。那些假設通常預設市場是連續的，但他看到有一種系統性風險沒辦法融入這樣的假設。他對不連續的情況特別感興趣，而且發現那些測量方法對他來說沒什麼用。連續市場是指市場上活動量夠大，因此一般規模的交易可以在任何時間點執行，也不影響目前的市場價格或競爭。:25
不過他還是會試著簡化操作。舉例而言，處理利率曝險時，他把所有部位都以三十年期債券為定量來做換算，就連國庫券都會換算成等值的三十年期債券。此外，他希望將資本沿著三個軸來做投資，也就是股票曝險、利率曝險與貨幣曝險。每個軸的曝險值範圍都落在正負百分之百之間。但這些風險中，有的會相互強化，因此極少讓他的權益資金對任何一個軸的曝險達到百分之百。有時候會出現第四個軸，因為他偶爾也會把資金配置在大宗商品上。索羅斯新增了第五個維度（索羅斯未透露）。他成立了一個量子產業控股基金（Quantum Industrial Holdings），進行產業投資，讓量子產業控股基金真正擁有或部分擁有某些企業。這個基金有百分之二十的資產會保留給總體投資，其實就是量子基金(與量子產業控股基金不同)採用的操作模式。實際上，量子產業控股基金整體的總體投資結構，只要仰賴百分之二十的資金所提供的擔保或購買力就足夠了，其餘資金專門用來做產業投資。至於那些保留給產業投資但還沒有實際支出的閒置資金，則會暫時停泊在量子基金(與量子產業控股基金不同)的股票中。量子產業控股基金的資金運用效率可能勝過量子基金本身。:25

## 慈善
索羅斯從1970年代開始成為活躍的慈善家。當時他在種族隔離政策下的南非資助了黑人學生進入開普敦大學就讀，又向鐵幕內的離心份子提供資金援助。索羅斯的慈善基金在中歐及東歐多以社會開發研究組織（OSI）及索羅斯國家基金的名義存在，有時則以其它基金的名義，例如波蘭的「Stefan Batory Foundation」。
時代雜誌在2007年時，曾刊載了索羅斯對在美國計劃投入了7億4200萬美元，加上其它地區，總共已投入總額超過60億美元。它也提及了兩個專案計畫：一億美元資助俄羅斯的區域大學建設基礎網路架構，以及5000萬美元資助千年承诺计划去消滅非洲的極度貧困。其他值得一提的包括向中東歐的科學家和大學提供援助、在薩拉熱窩圍城戰時幫助平民、協助成立透明國際、捐贈4億2千萬歐元給中歐大學和諾貝爾和平獎得主穆罕默德·尤努斯的孟加拉鄉村銀行以及其微額貸款計畫等。
根據《國家觀察雜誌》（Nation review）的資料，OSI在2002年月給予萊茵·史都華（Lynne Stewart）的保護委員會兩萬美元。Lynne是美國律師，她在法庭上為一些被指控是恐怖份子的嫌疑犯辯護，卻被法院判處兩年又四個月的刑期，因為她被指控利用一場為她一位客戶而開的記者會「向恐怖陰謀提供物資支持」。一位OSI的發言人表示：「在那時它對我們來說，是個值得被支援的法律正確性議題。」
在2006年9月，索羅斯脫離了他個人所專注的民主建設計劃，答應捐贈5000萬美元給傑佛瑞·薩克斯領導的Millennium Promise救助非洲。他認為糟糕的統治與貧窮有關連，他注意到這個計畫中的人道主義價值。2000年獲頒耶魯管理學校的耶魯國際中心經濟獎，以及1995年得到波隆那大學的最高獎項－榮譽桂冠。
2009年12月11日，索羅斯在哥本哈根舉行的2009年联合國氣候變化大會上發言，稱應利用國際貨幣基金組織的金融工具特别提款權向發展中國家發出貸款，以实现减排協議的達成，貸款的利息則出售國際貨幣基金組織的黄金儲備來支付。

## 阴谋论
由于索罗斯支持开放边境(对应犹太人的“无根世界主义”)、毒品去罪、安乐死等进步理念，大量为美国自由主义组织和亲欧盟组织、监督政府组织捐款、犹太血统且在做空英镑中一战成名，自从巴拉克·奥巴马胜选开始，他与罗斯柴尔德家族、洛克菲勒家族一并成为了保守派阴谋论者（包括唐纳德·特朗普与其子小唐纳德·特朗普、马来西亚前总理马哈迪·莫哈末、亚历克斯·琼斯、土耳其总统埃尔多安、匈牙利总理奧班·維克多、乌克兰亲俄政党“反對派平台—為了生活”领袖瓦迪姆·拉比诺维奇、极右翼漫画家本·加里森、布赖特巴特新闻网执行主席史蒂夫·班农、美国网络电视制片人格伦·贝克、罗马尼亚社民党领袖利维乌·德拉格内亚、选择党领导人比约恩·霍克“MAGA共产主义者”杰克逊·欣克尔等知名人物）猛烈攻击的对象。其中小唐纳德·特朗普和亚历克斯·琼斯的例子尤其愚蠢：他们试图指责索罗斯是在二战期间是将匈牙利人送进毒气室、“通敌”、窃取数亿美元财产的的匈牙利纳粹分子，同时他们为自己开脱“绝不是反犹太主义言论”，但索罗斯在德国占领匈牙利时年仅14岁。藏匿在一名合作政府官员的基督教家庭中以逃避迫害。此外，索罗斯与以色列国的关系并不友好，以色列指责索罗斯的非政府组织正在破坏以色列民主，而索罗斯谴责以色列对巴勒斯坦的行为是纳粹式的。
其余“罪名”包括但不限于：
- 资助东欧共产主义政权——事实上索罗斯为了击垮东欧共产主义花了钱。而且也在部分情况下支持共和党人[14][22][23][24][25]
- 制造欧洲和北美难民潮[26]
- 雇佣凶手制造校园枪击案[27]
- 希拉里“披萨门恋童组织”阴谋论
- 核战争——然后配文“特朗普阻止了他”[28]
- 制造弗洛伊德案抗议[29]
- 控制缅甸加入东盟，导致1997亚洲金融危机[30]
- 支持加泰罗尼亚独立运动——根据西班牙Vox党[31]
- 编造全球变暖骗局和操控格蕾塔·通贝里——他和格蕾塔的合照是合成处理的。[32]
- 破坏英国脱欧进程[33]
- 栽赃腐败丑闻并暗杀罗马尼亚社民党领袖利维乌·德拉格内亚[34]
- 购买支持性少数的假共产主义者水军——根据杰克逊·欣克尔
- 支持德桑蒂斯竞选2024年共和党总统以迫使特朗普退出共和党，让民主党候选人获得2024年大选胜利。[35]

俄罗斯政府以危害安全为理由从2015年起禁止所有索罗斯资助的慈善组织在俄罗斯运营。。罗马尼亚社民党也借口索罗斯否认国内存在的一切问题。一些意图刺杀民主党政治家的凶手亦声称其正在从索罗斯手中解放国家。

## 家庭
與蘇珊·瑋伯·索羅斯結婚（現已離異），有五個孩子，分别是Paul、Jonathan、Gregory、Alexander和Robert。
2012年，宣布將在2013年與Tamiko Bolton結婚。

## 書籍

### 著作及合著
- The Tragedy of the European Union: Disintegration or Revival? (PublicAffairs, 2014). ISBN 978-1-61039-421-5.
- Financial Turmoil in Europe and the United States: Essays (PublicAffairs, 2012). ISBN 978-1-61039-161-0.
- The Soros Lectures at the Central European University (PublicAffairs, 2010) ISBN 978-1-58648-885-7.
- The Age of Fallibility: Consequences of the War on Terror (台灣書名為《不完美的年代 索羅斯給開放社會的建言》)(PublicAffairs, 2006) ISBN 978-1-58648-359-3.
- Financial Turmoil in Europe and the United States: Essays (台灣書名為《歐元美金大風暴》)(PublicAffairs, 2012). ISBN 978-1-61039-161-0.
- The Bubble of American Supremacy: Correcting the Misuse of American Power（PublicAffairs, 2003）ISBN 1-58648-217-3（平裝書; PublicAffairs, 2004; ISBN 1-58648-292-0）
- George Soros on Globalization（PublicAffairs, 2002）ISBN 1-58648-125-8（平裝書; PublicAffairs, 2004; ISBN 1-58648-278-5）
- Open Society: Reforming Global Capitalism（台灣書名為《開放社會 全球資本主義社會大革新》，由聯經出版事業公司出版）（PublicAffairs, 2000）ISBN 1-58648-019-7
- Science and the Open Society: The Future of Karl Popper's Philosophy by Mark Amadeus Notturno, George Soros（中歐大學出版社, 2000）ISBN 963-9116-69-6（平裝書: 中歐大學出版社, 2000; ISBN 963-9116-70-X）
- The Crisis of Global Capitalism: Open Society Endangered（台灣書名為《全球資本主義危機》，由聯經出版事業公司出版）（PublicAffairs, 1998）ISBN 1-891620-27-4
- Soros on Soros: Staying Ahead of the Curve（約翰威立, 1995）（台灣書名，舊譯《超越指數 索羅斯的賺錢哲學》、新譯《索羅斯談索羅斯》）ISBN 0-471-12014-6（平裝書; 約翰威立, 1995; ISBN 0-471-11977-6）
- Underwriting Democracy: Encouraging Free Enterprise and Democratic Reform Among the Soviets and in Eastern Europe（Free Press, 1991）ISBN 0-02-930285-4（平裝書; PublicAffairs, 2004; ISBN 1-58648-227-0）
- Opening the Soviet System（魏登菲爾德和尼科爾森, 1990）ISBN 0-297-82055-9（平裝書: 珀爾修斯出版公司, 1996; ISBN 0-8133-1205-1）
- The Alchemy of Finance（台灣書名為《金融煉金術》，由寰宇出版社出版）（西蒙與舒斯特, 1988）ISBN 0671662384（平裝書: 約翰威立, 2003; ISBN 0-471-44549-5）
- The New Paradigm For Financial Markets - The Credit Crisis of 2008 and What it means（台灣書名為《索羅斯帶你走出金融危機》）（Publicaffairsbooks.com, 2008）)

### 列傳
- Soros: The Life and Times of a Messianic Billionaire by Michael T. Kaufman（克諾夫出版社, 2002）ISBN 0-375-40585-2
- Soros: The Unauthorized Biography, the Life, Times and Trading Secrets of the World's Greatest Investor by Robert Slater（麥格勞-希爾教育集團, 1997）ISBN 0-7863-1247-5

### 供稿
- MoveOn's 50 Ways to Love Your Country: How to Find Your Political Voice and Become a Catalyst for Change by MoveOn.org（Inner Ocean Publishing, 2004）ISBN 1-930722-29-X

## 外部連結
- George Soros的公司网址和網路日誌 （页面存档备份，存于）
- Open Society Institute and Soros Foundations Network （页面存档备份，存于）
- George Soros' Project Syndicate op/eds
- Stock Buys/Sells of Soros Fund （页面存档备份，存于）
- Soros' political donations

### 生平
- Forbes.com: Forbes 400 Richest in America （页面存档备份，存于）
- George Soros Bio

### 其他
- Analysis of Soros' role in Eastern Europe
- Soros viewed as a post-modern philosopher (1) （页面存档备份，存于） (2) （页面存档备份，存于）
- Long article with many references
- Laura Blumenfeld, Billionaire Soros Takes On Bush, MSNBC, November 11, 2003.
- Matt Welch, Open Season on 'Open Society':  Why an anti-communist Holocaust survivor is being demonized as a Socialist, Self-hating Jew, Reason magazine, December 8, 2003
- Articles about George Soros
- CLN financier Soros attacked with glue in Ukraine，UCCTruths.com, April 4, 2004.
- James O. E. Norell, The Man Who Would Be King, NRA America's 1st Freedom，April 2004, p. 36
- James O. E. Norell, George Soros's Anti-Gun Vision for America, NRA America Rifleman，April 2004, p. 16

http://www.family.org/cforum/citizenmag/coverstory/a0033418.cfm （页面存档备份，存于）

### 演講
- <nettime> testimony of george soros （页面存档备份，存于）

### 著作
- George Soros, The Bubble of American Supremacy （页面存档备份，存于）, column in the Atlantic Monthly, December 2003.
- (stop-imf) FT: Soros on Brazil - Aug 13, 2002

### 採訪
- Interview with George Soros
- Interview with George Soros, Chairman, Soros Fund Management by ... - September 5, 2000
- frontline: the crash: interviews: george soros （页面存档备份，存于）
- Wall $treet Week with FORTUNE . TV Program | PBS （页面存档备份，存于）
- Challenge: The international financial crisis - International ... （页面存档备份，存于）
- NOW with Bill Moyers. Transcript. David Brancaccio interviews ... （页面存档备份，存于）
- Booknotes with Brian Lamb. Transcript and streaming video.